# Roc del Cucut (les Valls de Valira)
El Roc del Cucut és una muntanya de 1.275 metres que es troba al municipi de les Valls de Valira, a la comarca de l'Alt Urgell.